# Евдокимов, Егор Викторович
Егор Викторович Евдокимов (род. 9 марта 1982, Челябинск) — российский гандболист. Мастер спорта России международного класса. Начал заниматься гандболом в 1998 году в ДЮСШ города Снежинска. Имеет высшее образование (в 2003 году окончил Уральскую академию физической культуры). С августа 2012 года женат на волейболистке Лесе Махно.
По состоянию на начало 2014 года провёл 84 матча за сборную России, забил 126 голов.
С лета 2017 года присоединился к клубу «Спартак» (Москва), в 2020 году перешёл в кипрский клуб «Парнассос».

## Достижения
- Чемпион Европы среди юношей — 2001
- Чемпион мира среди молодёжи — 2001
- Участник Олимпийских игр 2008 года в Пекине
- Обладатель Кубка обладателей кубков Европейских стран — 2006
- Чемпион России — 2005, 2006, 2007, 2008, 2009, 2013
- Чемпион Испании — 2010
- Чемпион Белоруссии — 2012
- Чемпион Украины — 2014